# Regierungsbezirk Schneidemühl

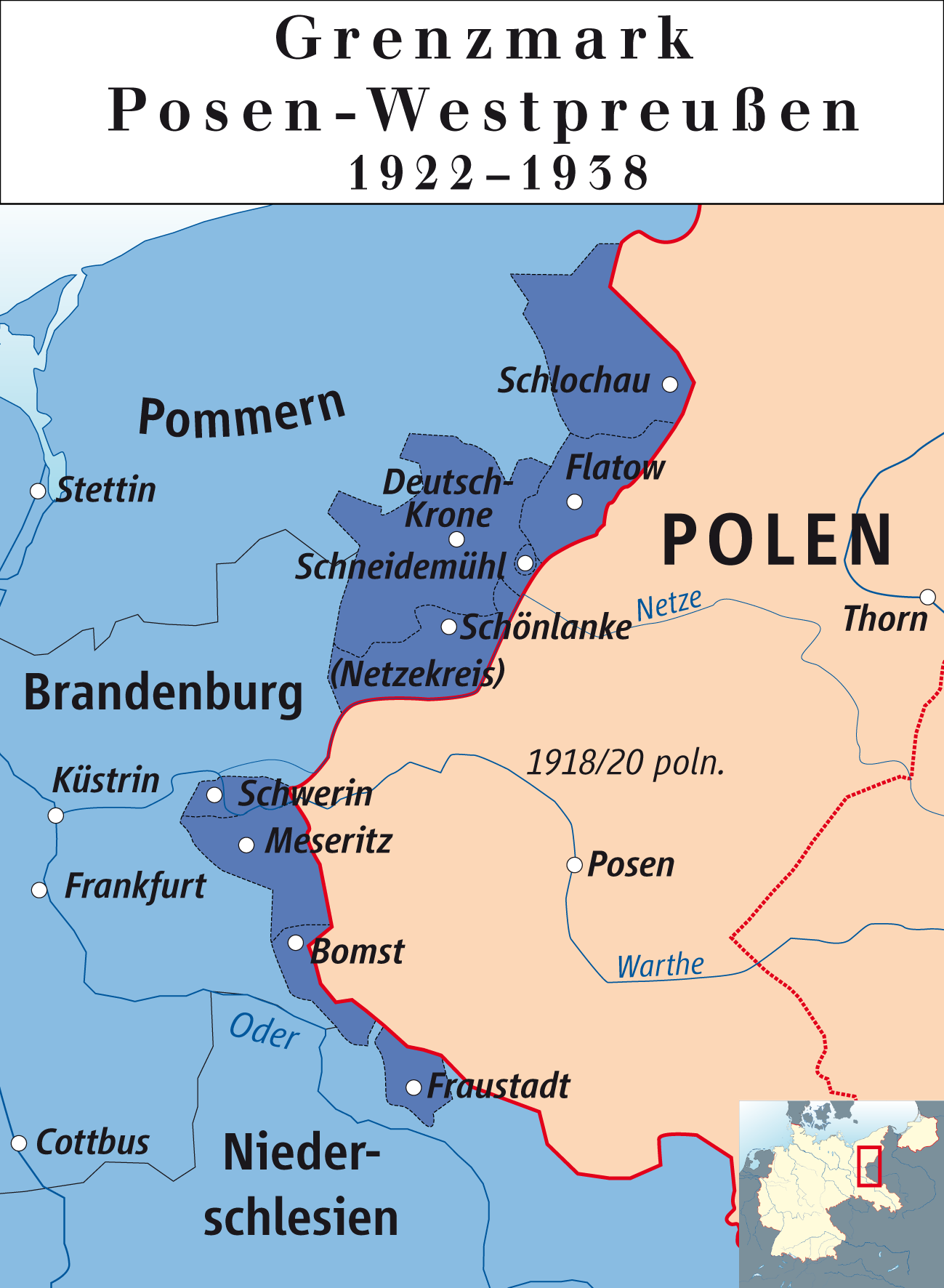
Karte der Provinz Grenzmark Posen-Westpreußen mit Kreisgrenzen (1938)

Der Regierungsbezirk Schneidemühl wurde 1922 in der preußischen Provinz Grenzmark Posen-Westpreußen neu errichtet. Er bestand zunächst aus drei unterschiedlich großen, nicht zusammenhängenden Gebieten mit insgesamt neun Kreisen, die im Osten an Polen und im Westen an die preußischen Provinzen Pommern, Brandenburg und Niederschlesien angrenzten.

Regierungsbezirk Grenzmark Posen-Westpreußen in der Provinz Pommern (1939)

Nach Auflösung der Provinz Grenzmark Posen-Westpreußen 1938 verlor er die vier Kreise in den beiden südlicheren Gebieten an die Provinzen Schlesien und Brandenburg, wurde dafür aber um sein nördliches Teilgebiet um vier Kreise vergrößert, in Regierungsbezirk Grenzmark Posen-Westpreußen umbenannt und in die Provinz Pommern eingegliedert, wo er bis 1945 bestand.

## Geschichte

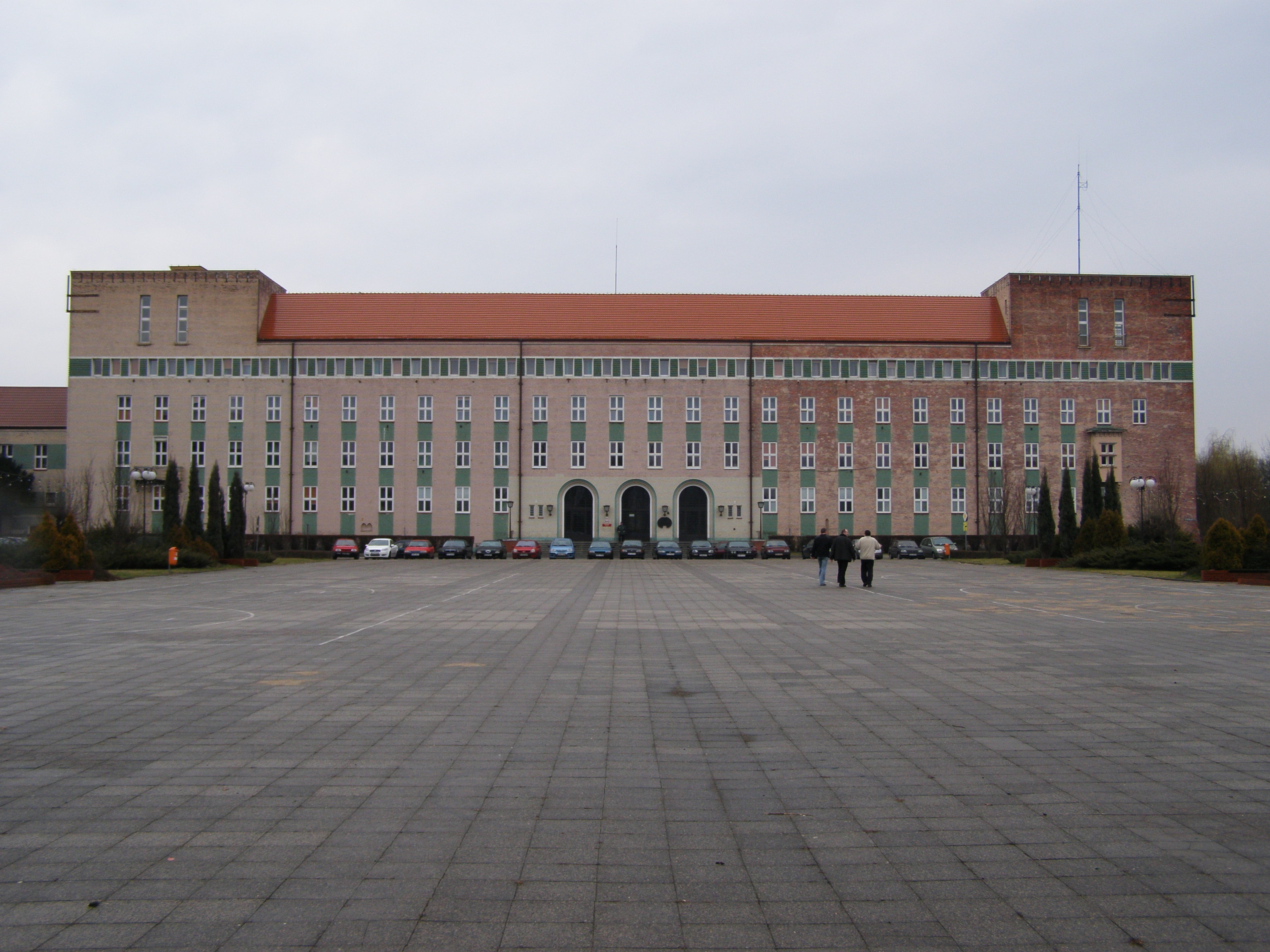
Ehemaliger Regierungssitz der 1922 neu gebildeten Provinz Grenzmark Posen-Westpreußen (1938–1945 Sitz der Verwaltung des gleichnamigen Regierungsbezirks) am ehemaligen Pferdemarkt, dem Danziger Platz

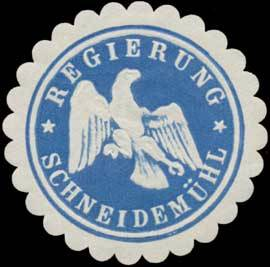
Siegelmarke Regierung Schneidemühl

Am 20. November 1919 nahm der Regierungspräsident von Bromberg in Schneidemühl seine neue Tätigkeit als Regierungsstelle für den Verwaltungsbezirk Grenzmark Westpreußen-Posen auf. Diese verwaltete vorläufig alle bei Deutschland verbleibenden Kreise und Kreistrümmer aus den ehemaligen preußischen Provinzen Posen und Westpreußen westlich der Weichsel bzw. des polnischen Korridors, die durch den Versailler Vertrag vom Deutschen Reich abgetrennt wurden. Nachdem dieses Gebiet unter dem Namen Grenzmark Posen-Westpreußen den Status einer Provinz erlangt hatte, wurde am  1. August 1922 Schneidemühl als einziger Regierungsbezirk dieser Provinz eingerichtet. Am 1. Oktober 1938 wurde der Regierungsbezirk nach einer territorialen Neuordnung und Auflösung der Provinz Grenzmark Posen-Westpreußen in die Provinz Pommern eingegliedert, erhielt jedoch aus Traditionsgründen die Bezeichnung Grenzmark Posen-Westpreußen.

## Regierungspräsidenten
1922–1933: Friedrich von Bülow (1868–1936)
1933–1935: Hermann Bresgen (1883–1955)
1935–1940: Friedrich Bachmann (1884–1961)
1940:–0000 Müller (vertretungsweise)
1940–1944: Paul Eckhardt (1898–1948)
1944–1945: Karl Wicklmayr (1904–1983) (vertretungsweise)

## Verwaltungsgliederung
Der Regierungsbezirk bestand bis 1938 aus acht Kreisen und dem 1914 gebildeten Stadtkreis Schneidemühl. Sitz der Bezirksregierung war Schneidemühl. Ab 1. Oktober 1938 gehörten nach dem Tausch einiger Kreise mit benachbarten Bezirken noch der Stadtkreis Schneidemühl und vier der ursprünglichen weiterhin und vier neu hinzugekommene Kreise (ab 1939 als Landkreise bezeichnet) zum nunmehr Regierungsbezirk Grenzmark Posen-Westpreußen zu Schneidemühl genannten Bezirk. Je zwei der neuen Kreise waren vom brandenburgischen Regierungsbezirk Frankfurt und vom pommerschen Regierungsbezirk Köslin hinzugekommen.
Der Regierungsbezirk umfasste folgende Stadt- und Landkreise:

### Stadtkreis
Stand 1922 und 1939
1. Schneidemühl, bis 1918 Bezirk Bromberg

| 1. Bomst, bis 1918 Bezirk Posen, 1938 aufgeteilt auf Kreise Grünberg und Züllichau-Schwiebus 2. Deutsch Krone, 1922 von Bezirk Marienwerder 3. Flatow, 1922 von Bezirk Marienwerder 4. Fraustadt, bis 1918 Bezirk Posen, 1938 zu Bezirk Liegnitz 5. Meseritz, 1938 zu Bezirk Frankfurt 6. Netzekreis, 1919 geschaffen aus Restkreisen 7. Schlochau, 1922 von Bezirk Marienwerder 8. Schwerin (Warthe), bis 1918 Bezirk Posen, 1938 zu Bezirk Frankfurt | 1. Arnswalde, 1938 vom Bezirk Frankfurt, Brandenburg 2. Deutsch Krone, 1922 vom Bezirk Marienwerder, Westpreußen 3. Dramburg, 1938 vom Bezirk Köslin, Pommern 4. Flatow, 1922 vom Bezirk Marienwerder, Westpreußen 5. Friedeberg in der Neumark, 1938 vom Bezirk Frankfurt, Brandenburg 6. Netzekreis, 1919 geschaffen aus Restgebieten der Kreise Czarnikau, Filehne und Kolmar i. P. des Bezirks Bromberg, Posen, Landratsamt in Schönlanke 7. Neustettin, 1938 vom Bezirk Köslin, Pommern 8. Schlochau, 1922 vom Bezirk Marienwerder, Westpreußen |